# Исмаил Марзуки
Исмаи́л Марзу́ки (индон. Ismail Marzuki, 11 мая 1914 года, Джакарта — 25 мая 1958 года, Джакарта) — индонезийский композитор, поэт, певец.

## Краткая биография
Родился в аристократической семье, получил образование в голландской школе и медресе. В 1931 году написал первую песню «О, Сарина».
Расцвет творчества и признание приходится на период после провозглашения независимости Индонезии (1945). Ему принадлежит более 200 песен, ставших национальной классикой, в том числе в стиле «крончонг».
Наиболее известные из них «Утешение острова пальм» (индон. Rayuan Pulau Kelapa) (1944), ставшая визитной карточкой Индонезии во всем мире и которой открывают свои передачи индонезийское радио и телевидение, а также революционная «Привет, привет, Бандунг» (индон. Halo, halo Bandung) (1946). Ему принадлежит также обработка известной русской песни «Очи чёрные» с текстом на сунданском языке («Panon Hideung»).
Песня «Утешение острова пальм» (в обработке В. Гевиксмана, русский текст В. Корчагина) под названием «Морями тёплыми омытая» или «Страна родная Индонезия» была очень популярна в Советском Союзе в исполнении Майи Головня и включалась во многие песенники того времени. Песня стала также движущей силой сюжета рассказа Андрея Евпланова «Индонезия». Лейтмотив песни «Индонезия — любовь моя» использован Юлием Кимом в своей песне «К юбилею Д. А. Сухарева».
Похоронен на джакартском кладбище Карет Бивак.

## Семья
Был женат на известной сунданской певице Эулис Зурайда, которая прославилась в том числе исполнением сунданского варианта песни «Очи чёрные». Дочь Рахми Азиах.

## Награды
- Премия правительства «Виджая Кусума» (1960, посмертно).
- Почётная грамота губернатора Джакарты (1963)
- Медаль за вклад в развитие культуры (1964)
- Почётная грамота Командующего сухопутными силами Индонезии (1971)
- Почётная грамота мэра Бандунга(1972)
- Звание Национального героя Индонезии (2004)

## Память
- Имя Исмаила Марзуки носит культурный центр и парк в Джакарте (1968) (индон. Taman Ismail Marzuki - TIM)